# ويل غير
ويل غير (بالإنجليزية: Will Geer) هو ممثل أمريكي، ولد في 9 مارس 1902 في إنديانا في الولايات المتحدة، وتوفي في 22 أبريل 1978 في لوس أنجلوس في الولايات المتحدة بسبب فشل تنفسي. من الجوائز التي نالها جائزة إيمي سنة 1975.

## أعمال

### أفلام
- (1950) السهم المكسور
- (1950) دخيل في الغبار
- (1950) لإرضاء السيدة

### مسلسلات
- ذا والتونز

## جوائز
- جائزة إيمي (1975)

## وصلات خارجية
- ويل غير على موقع IMDb (الإنجليزية)
- ويل غير على موقع الموسوعة البريطانية (الإنجليزية)
- ويل غير على موقع ميوزك برينز (الإنجليزية)
- ويل غير على موقع قاعدة بيانات برودواي على الإنترنت (الإنجليزية)
- ويل غير على موقع قاعدة بيانات الأفلام السويدية (السويدية)
- ويل غير على موقع إن إن دي بي (الإنجليزية)
- ويل غير على موقع ديسكوغز (الإنجليزية)
- ويل غير على موقع قاعدة بيانات الفيلم (الإنجليزية)